# Caldonia

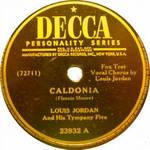
Foto do disco "Caldonia", gravada por Louis Jordan.

"Caldonia" é um canção jump blues, primeiramente gravada em 1945 por Louis Jordan e sua Tympany Five. Uma versão de Erskine Hawkins, também em 1945, foi descrita pela revista Billboard como "rock and roll", a primeira vez que a frase foi usada na imprensa para descrever um estilo musical.

## Gravação de Louis Jordan
Em 1942, Jordan começava uma estrada de sucesso sem paralelos na parada Harlem Hit Parade da revista Billboard, que em 1945 incluía quatro sucessos número um e eventualmente fez de Jordan o artista de R&B mais bem sucedido dos anos 1940. "Caldonia" se tornou seu quinto sucesso a alcançar o número um no que, na época, era conhecida como parada "Race Records". Estreou na parada em maio de 1945,  alcançou o número um em junho e lá ficou por sete semanas. Na parada pop, a canção alcançou o número seis sob o título de "Caldonia Boogie".
A composição da canção é creditada à esposa de Jordan na época, Fleecie Moore. Entretanto, a probabilidade é que realmente tenha sido escrita por  Jordan, que usou o nome de sua esposa para permitir-lhe trabalhar com outros editores musicais. Jordan posteriormente disse:- "O nome de Fleecie Moore está lá, mas ela não teve nada a ver com isso. Ela era minha esposa na época e colocamos a canção no nome dela. Ela não sabia nada de música. O nome dela está nesta canção e ela ainda está ganhando dinheiro". Na época desta citação, Jordan e Moore tinham se divorciado após várias alegações em que ela o tinha esfaqueado.
A canção é lembrada por sua pegada: "Caldonia! Caldonia! What makes your big head so hard?"
Walkin' with my baby she's got great big feet / She's long, lean, and lanky and ain't had nothing to eat / She's my baby and I love her just the same / Crazy 'bout that woman 'cause Caldonia is her name.
Caldonia !  Caldonia ! / What makes your big head so hard? / I love her, I love her just the same / Crazy 'bout that woman 'cause Caldonia is her name.
Jordan regravou a canção em 1956, com arranjos de Quincy Jones e com Mickey Baker na guitarra.

## Outras versões
Na mesma época da gravação de sucesso de Jordan, a canção também foi regravada por Erskine Hawkins e Woody Herman. A edição da revista  Billboard de 21 de abril de 1945, descreve a versão de Hawkins como "right rhythmic rock and roll music", possivelmente o primeiro uso do termo para descrever um estilo musical, e 14 meses antes do uso das palavras na descrição feita em junho de 1946 da canção "Sugar Lump" de Joe Liggins. A versão de Hawkins de "Caldonia", com piano e vocais de Ace Harris, alcançou o número 2 da parada R&B da Billboard e número 12 da parada pop. A versão de Herman, arranjada pelo jovem Neal Hefti, alcançou o número 2 da parada pop.
Posteriormente "Caldonia" ganhou versões cover de Sugar Chile Robinson, B. B. King, Muddy Waters, Bill Haley, Carl Perkins, The Band, Van Morrison, Tito Jackson, Bad Manners, Willie Nelson, Memphis Slim, Matt Minglewood, Downchild Blues Band e  Slapback Johnny entre outros. James Brown a regravou em 1964 em seu primeiro single pela Smash Records. Sua versão com arranjos de Sammy Lowe, alcançou o número 95 da parada Pop. Em 1967 Mickey Baker regravou a canção, desta vez com Champion Jack Dupree.
Prensagens holandesas e italianas da versão de Van Morrison, mostram incorretamente o título de "Caledonia" (explicável pois Morrison escolheu creditar seus músicos de apoio como 'Caledonia Soul Express'), mas o erro foi da gravadora, não de Morrison.
A canção ganhou referência no filme de Mel Brooks', History of the World, Part I (1982).
O cantor Little Willie Littlefield gravou uma versão para seu álbum de 1997 The Red One.

## Influência
Várias fontes indicam que Little Richard foi influenciado por Louis Jordan. Na verdade, o artista disse que Caldonia foi a primeira canção não gospel que ele aprendeu; e o grito no disco de Jordan "soa assustadoramente como o tom vocal que Little Richard adotaria", além do "bigode fino de estilo Jordan".
Em 2018, Jordan recebeu postumamente um prêmio Grammy pelo conjunto de sua obra. As gravações de Jordan no GRAMMY Hall Of Fame incluem "Caldonia Boogie".